# José Manuel Abundis
José Manuel Abundis Sandoval (ur. 11 czerwca 1973 w Guadalajarze) – meksykański piłkarz występujący najczęściej na pozycji napastnika.

## Kariera klubowa
Abundis jest wychowankiem Deportivo Toluca, w której zadebiutował 27 września 1992 w spotkaniu z Morelią (0:0), natomiast pierwszego gola strzelił 20 sierpnia 1993 przeciwko Atlante (1:0). Grając w Toluce w latach 1992-2000 zdobył 55 bramek i wystąpił w 172 meczach. W latach 2000–2002 był piłkarzem Atlante, później zanotował jeszcze roczny epizod w Monterrey. Przez krótki czas występował w barwach Pachuki, a w wieku 30 lat powrócił do Atlante. W latach 2004–2007 zaliczył występy w swoim byłym klubie, Toluce, z której był wypożyczony do amerykańskiego New England Revolution. Swoją karierę zakończył po sezonie Clausura 2007 grając w Querétaro. Jego ostatnim meczem w karierze było spotkanie z San Luis, przegrane przez zespół Abundisa 0:1.

## Kariera reprezentacyjna
José Manuel Abundis był ważnym ogniwem reprezentacji Meksyku w latach 1996-2001. Brał udział w Igrzyskach Olimpijskich 1996, Copa América 1997, Pucharze Konfederacji 1997, Pucharze Konfederacji 1999, Złotym Pucharze CONCACAF 2000 i Pucharze Konfederacji 2001.